# U Don’t Know Me (Like U Used To) – The Remix EP
U Don’t Know Me (Like U Used To) - The Remix EP ist die erste Extended Play der  R&B-Sängerin Brandy. Die EP wurde im September 1999 zu Promotion-Zwecken veröffentlicht.

## Veröffentlichung
Im Jahre 1999, veröffentlichte Brandys Label Atlantic Records, die neun Tracks umfassende Remix-EP mit dem Titel U Don’t Know Me... Like U Used To - The Remix EP. Die EP enthält alle Remixe zu Brandys Singles aus dem 1998er Album Never Say Never bis auf den von The Boy Is Mine. So finden sich unter anderem die Gastrapper und Produzenten Da Brat, Mase, Fat Joe, Big Pun, Darkchild, DJ Premier auf der Veröffentlichung. Die Extended Play wurde in den Charts als Maxi-CD von „U Don’t Know Me (Like U Used To)“ behandelt. Dessen Remix mit Da Brat und Shaunta war somit sowohl B-Seite der Maxi-Single als auch Lead-Single der EP.  Brandy sang den Remix zu Top of the World oftmals live mit den Latino-Rappern Fat Joe und Big Pun.

## Titelliste
| #  | Titel                                                                      |      |
| -- | -------------------------------------------------------------------------- | ---- |
| 1. | U Don’t Know Me (Like U Used To) (Radio Remix Edit)                        | 4:00 |
| 2. | Almost Doesn’t Count (DJ Premier Mix)                                      | 3:45 |
| 3. | Top of the World (Darkchild Mix) (feat. Fat Joe & Big Pun)                 | 5:08 |
| 4. | U Don’t Know Me (Like U Used To) (Darkchild Mix) (feat. Da Brat & Shaunta) | 6:03 |
| 5. | Almost Doesn’t Count (All or Nothing) (Pull Mix)                           | 4:43 |
| 6. | U Don’t Know Me (Like U Used To) (Darkchild Instrumental)                  | 4:03 |
| 7. | Almost Doesn’t Count (DJ Premier Mix Instrumental)                         | 3:47 |
| 8. | Almost Doesn’t Count (Pull Mix Instrumental)                               | 4:47 |
| 9. | Top of the World (Darkchild Instrumental)                                  | 5:15 |

## Mitwirkende
- Brandy - Stimme, Produzentin, Executive Producer
- Albert Cabrera - Overdubs, Editing
- Paris Davis - Executive Producer
- DJ Premier - Remixing
- Rodney Jerkins - Produzentin, Executive Producer, Remixing
- Craig Kallman - Executive Producer
- Pull - Remixing
- Big Pun - Gastrap
- Da Brat - Gastrap
- Fat Joe - Gastrap
- Shaunta - Gastrap